# Kari Aalvik Grimsbø
Kari Aalvik Grimsbø (nascuda el 4 de gener de 1985) és una jugadora d'handbol noruega que juga de portera al Györi ETO i la Selecció femenina d'handbol de Noruega.

## Clubs
- Orkdal IL
- Børsa/Skaun
- Byåsen IL (2003-2010)
- Team Esbjerg (2010-2014)
- Györi ETO (2014-)